# Zeit Wissen
Zeit Wissen (Eigenschreibweise in Großbuchstaben) ist das zweimonatlich erscheinende Wissensmagazin des Zeitverlags. Das Magazin erschien zum ersten Mal im Dezember 2004. Die Redaktion sitzt wie diejenige der Zeit in Hamburg. Die verkaufte Auflage beträgt 99.437 Exemplare, ein Plus von 38,9 Prozent seit 2006.

## Themen
„Zeit Wissen“ präsentiert Themen in den drei Ressorts „Forschung & Technik“, „Gesundheit & Psychologie“ und „Umwelt & Gesellschaft“. Das Magazin will die Wissenschaft für seine Leser entdecken mit spannenden und gleichzeitig relevanten Themen.

## Redaktion und Autoren
Gründungs-Chefredakteur war Christoph Drösser, der gleichzeitig im Ressort „Wissen“ der Wochenzeitung arbeitet. Im Januar 2007 folgte ihm Jan Schweitzer, der zuvor Wissenschaftsredakteur des Stern war. Schweitzer wechselte zum 1. August 2013 in die Redaktion des Mutterblattes Die Zeit und übernahm dort das Ressort Wissen, heute ist er dort Redakteur. Sein Nachfolger bei Zeit Wissen wurde Andreas Lebert. Herausgeber ist Andreas Sentker, der das Ressort „Wissen“ der Zeit leitet. Der Redaktion gehören Hella Kemper, Max Rauner und Katrin Zeug an. Autoren sind Niels Boeing und Sven Stillich.

## Auszeichnungen
Zeit Wissen wurde diverse Mal ausgezeichnet, unter anderem bei den LeadAwards 2007 in der Kategorie „Lead Magazin des Jahres“. Ebenfalls gewannen Autoren und Redakteure des Magazins mehrere Male den Journalistenpreis „Heureka“ sowie auch den „Georg von Holtzbrinck Preis für Wissenschaftsjournalismus“.